# Kanton Saint-Brieuc-Ouest
Kanton Saint-Brieuc-Ouest (fr. Canton de Saint-Brieuc-Ouest) je francouzský kanton v departementu Côtes-d'Armor v regionu Bretaň. Tvoří ho pouze západní část obce Saint-Brieuc.